# Emil Lommer
Carl Emil Constantin Lommer (* 29. Mai 1834 in Schleusingen; † 14. Mai 1896 in Torgau oder Magdeburg) war ein deutscher Offizier. Er war unter anderem preußischer Generalarzt mit dem Rang eines Generalmajors.

## Leben
Emil Lommer war der Sohn des Geistlichen Karl Friedrich Konstantin Lommer (* 20. April 1808 in Roda; † 12. September 1876 in Casekirchen), der später Rektor der Bürgerschule in Salzungen wurde, und dessen Ehefrau Caroline (geb. Böttiger), Adoptivtochter des Justizamtmanns Johann Möbius; sein Bruder war der Jurist Horst Lommer und er hatte noch eine weitere Schwester.
Er besuchte das Gymnasium Bernhardinum (siehe Henfling-Gymnasium) in Meiningen und das Gymnasium (siehe Hennebergisches Gymnasium „Georg Ernst“) in Schleusingen.
Seit Ostern 1854 wurde er in Berlin zum Militärarzt ausgebildet und beendete das Medizinstudium mit seiner Dissertation De ophthalmia Aegyptica 1858 und trat am 1. Oktober 1858 als Charité-Unterarzt in die Preußische Armee ein. Er leistete seinen Dienst beim 2. leichten Feldlazarett des Gardekorps, dem 1. Garde-Dragoner-Regiment, sowie bei dem Magdeburgischen Husaren-Regiment Nr. 10 als Unterarzt und später als Assistenzarzt.
Am 27. September 1864 erfolgte seine Versetzung zum Friedrich Wilhelms-Institut in Berlin, bis er am 24. September 1868 als Hilfsreferent in die Militär-Medizinal-Abteilung des Kriegsministeriums versetzt wurde; dort blieb er, auch nachdem er am 5. Januar 1871 Dezernent geworden war. Unter Beförderung zum Generalarzt 2. Klasse erfolgte am 4. November 1880 seine Ernennung zum Korpsarzt des IV. Armee-Korps in Magdeburg. In dieser Eigenschaft stieg er am 7. März 1889 zum Generalarzt 1. Klasse auf und erhielt am 18. April 1895 den Rang eines Generalmajors. Für sein Wirken hatte man ihn mit dem Roten Adlerorden II. Klasse mit Eichenlaub und Schwertern am Ringe ausgezeichnet.
Er verstarb während einer Dienstreise in Torgau (andere Quelle Magdeburg).

## Schriften (Auswahl)
- De ophthalmia Aegyptiaca. Berlin 1858.